# アントン・コッポラ
アントン・コッポラ（Anton Coppola, 1917年3月21日 - 2020年3月9日）は、アメリカ合衆国の指揮者・作曲家。本名はアントニオ（Antonio）。映画監督のフランシス・コッポラは甥、女優のタリア・シャイアは姪である。

## 来歴・人物
8歳でメトロポリタン歌劇場児童合唱団に入団して音楽活動に入る。第二次世界大戦中は軍楽隊のバンドマスターやミュージックホールの指揮者を務め、マンハッタン音楽学校の管弦楽科とオペラ科の監督を務めた。同音楽学校作曲科より、1964年に学士号を、1965年に修士号を取得した。後にタンパ大学やコネチカット州キニピアック大学から名誉博士号を授与されている。
1965年にニューヨーク・シティ歌劇場でデビューして、ジャック・ビーソンの歌劇《リジー・ボーデン（Lizzie Borden）》の世界初演を指揮したのに続いて、《カルメン》や《椿姫》、《セビリアの理髪師》、《蝶々夫人》を同年中に指揮した。《リジー・ボーデン》は録音も残している。1970年にはシアトル歌劇場においてカーライル・フロイドの《鼠と人間》の世界初演を実現させた。
作曲家としては、ヴァイオリン協奏曲と交響曲を中心に『ゴッドファーザー PART III』のほか、『ドラキュラ』（1992年）の映画音楽も監督した。1950年代から1960年代にかけて6回ブロードウェイのミュージカルシアターの音楽監督を務めており、《絹の靴下（Silk Stockings）》や《ブラヴォー・ジョヴァンニ （Bravo Giovanni）》などを担当した。
指揮者としては、1996年にタンパ歌劇場を設立して楽長を務めるほか、ソプラノ歌手のアンジェラ・ゲオルギューとの共演により、プッチーニ作品の録音を発表した。2001年にはオペラ《サッコとバンゼッティ》を初演し、2004年にはゲオルギューのアリア・アルバムでミラノ・ジュゼッペ・ヴェルディ交響楽団を指揮するなど、2012年に引退するまで精力的に活動した。
私生活では、バレリーナのマリオン・ジェーン・ミラーと結婚して一人娘のスーザン・マリオン（1943年 - 2008年）を儲けるも離婚した。後に、またしてもバレリーナのアルマリンダ・ドラーゴと再婚して、娘ルシアと息子ブルーノを儲けた。5人の孫と、2人の曾孫に恵まれた。
2020年3月9日、ニューヨーク・マンハッタンの自宅で死去。102歳没。